# Marcus Nyman (idrottsman)
Marcus Victor Jan Nyman, född den 14 augusti 1990 i Tumba församling, är en svensk judoka som tävlar för Stockholmspolisens IF men ursprungligen kommer han från IK Södra Judo.

## Karriär
Nyman tog brons i junior-VM 2008 men fick sitt stora internationella genombrott 2009 när han vann junior-EM i Jerevan. I finalen mötte han den rutinerade estländaren Gregory Minaskin. 2010 vann han senior-EM efter att ha besegrat Varlam Liparteliani från Georgien i finalen. I och med detta blev Marcus Nyman Sveriges första judo-europamästare någonsin.
År 2011 tog han brons på senior-EM samt blev historisk ännu en gång då han vann Grand Prix-tävlingen i Düsseldorf som första svensk någonsin. Under året har han även tagit silver på World Cup i Miami samt på Grand Prix-tävlingen i Abu Dhabi.
Marcus Nyman deltog i OS i London 2012, OS i Rio De Janeiro 2016 samt OS i Tokyo 2021.
Han tog brons vid europamästerskapen i Kazan 2016 och kvalade in till olympiska sommarspelen 2016 i Rio de Janeiro. I den olympiska judotävlingen gick han till kvartsfinal men förlorade där mot Cheng Xunzhao.
2019 kom han Femma på VM i Tokyo.
Marcus Nymans mor Elisabeth Karlsson tog Sveriges första VM-medalj i judo, ett silver 1986 i 66 kg-klassen.
Marcus Nyman har under hela idrottskarriären arbetat parallellt som hissmontör.

## Resultat på IJF World Judo Tour

### Etta på världstouren
1. Grand Prix Düsseldorf 2011
2. Grand Prix Düsseldorf 2016
3. Grand Slam Baku 2016
4. Grand Slam Tyumen 2016
5. Grand Prix Tashkent 2019
6. Grand Slam Tbilisi 2021
7. Grand Slam Antalya 2021
8. Grand Slam Baku 2022

### Tvåa på världstouren
1. Grand Prix Abu Dhabi 2011
2. Grand Prix Tbilisi 2016

### Trea på världstouren
1. Grand Prix Qingdao 2010
2. Grand Slam Abu Dhabi 2015
3. IJF World Masters Guadalajara 2016

### Femma på världstouren
1. Grand Slam Rio de Janeiro 2010
2. Grand Slam Paris 2011
3. Grand Slam Moskva 2011
4. Grand Slam Rio de Janeiro 2011
5. Grand Prix Qingdao 2011
6. Grand Prix Qingdao 2014
7. Grand Prix Tbilisi 2015
8. Grand Prix Zagreb 2015
9. Grand Slam Brasilia 2019
10. Grand Slam Tel Aviv 2020
11. Grand Slam Budapest 2020
12. Grand Prix Upper Austria Linz 2023

### Sjua på världstouren
1. Grand Prix Düsseldorf 2015
2. Grand Prix Ulaanbaatar 2015
3. Grand Slam Abu Dhabi 2019
4. Grand Slam Paris 2024

## Mästerskapsresultat
- 5:a Junior-EM Warszawa 2008
- 3:a Junior-VM Bangkok 2008
- 1:a Junior-EM Yerevan 2009
- 1:a EM Wien 2010
- 3:a EM Kazan 2016
- 5:a OS Rio de Janeiro 2016
- 5:a VM Tokyo 2019
- 3:a VM Budapest 2021
- 3:a VM Doha 2023